# Nekrolog 4. Quartal 1961
Nekrolog
◄◄
| ◄
| 1957
| 1958
| 1959
| 1960
| 1961 | 1962 | 1963 | 1964 | 1965 | ► | ►►
1. Quartal |
2. Quartal |
3. Quartal |
4. Quartal 1961
Weitere Ereignisse | Allgemeiner Nekrolog 1961
Die Beschreibung der verstorbenen Person sollte so kurz wie möglich gehalten sein und nur deren signifikante Tätigkeit(en) enthalten.
Neue Namen ggf. auch unter dem Geburts- und Sterbedatum, also etwa unter 1. Januar und im Geburts- und Sterbejahr (2024) eintragen (nur bei entsprechender großer Wichtigkeit). Für Beispiele siehe die schon vorhandenen Artikel.
Außerdem über die fünf zuletzt Verstorbenen, zu denen es einen ausreichend guten Artikel für eine Präsentation auf der Hauptseite gibt, nach der todesbedingten Überarbeitung der Artikel ggf. auch unter Wikipedia Diskussion:Hauptseite informieren und sie am besten auch in den anderen Wikipedia-Sprachversionen eintragen. Tipp: Regelmäßig bei news.google.de nach „ist tot“, „gestorben“ oder „verstorben“ suchen.
Wenn eine Person gestorben ist, gibt es viele Seiten zu dieser Person in der Wikipedia, die davon auch betroffen sind und entsprechend aktualisiert werden müssen. Beispiele: Namenübersichtsseite, Geburtsjahr, Geburtsort-Seiten und viele mehr.
Wie finde ich die betroffenen Seiten?
Im Suchfeld auf der linken Seite gibt man den Suchbegriff so ein: „Vorname Nachname“. Dann klickt man auf Volltext und alle Seiten mit entsprechendem Suchtext werden aufgerufen. Hier sieht man dann schnell, wo auch das Todesjahr Sinn macht oder sogar ein Teil des Artikels angepasst werden muss. Auch hilft das „Werkzeug“ auf der linken Seite sehr gut, um solche Seiten aufzufinden: „Links auf diese Seite“. Somit ist die Wikipedia wieder aktuell in allen Bereichen! Hinweis: bei Eintragung der Kategorie „Gestorben JAHR“ wird der Missbrauchsfilter 49 ausgelöst, was jedoch nicht schlimm ist. Siehe: Spezial:Missbrauchsfilter/49
Dies ist eine Liste von im vierten Quartal 1961 verstorbenen bekannten Persönlichkeiten. Die Einträge erfolgen innerhalb der einzelnen Daten alphabetisch sortiert. Tiere sind im Nekrolog für Tiere zu finden.

## Oktober
| Tag         | Name                                     | Beruf, bekannt als                                                                                            | Alter | Beleg |
| ----------- | ---------------------------------------- | --- | ----- | ----- |
| 1. Oktober  | Donald Cook                              | US-amerikanischer Schauspieler                                                                                | 60    |       |
| 1. Oktober  | Kurt Craemer                             | deutscher Maler, Designer und Illustrator                                                                     | 49    |       |
| 1. Oktober  | William Reid Dick                        | britischer Bildhauer                                                                                          | 82    |       |
| 01. Oktober | Joseph Lamay                             | deutscher Geistlicher und Politiker                                                                           | 69    |       |
| 1. Oktober  | Hans Schrem                              | deutscher Redakteur                                                                                           | 50    |       |
| 2. Oktober  | Nino Cattozzo                            | italienischer Komponist                                                                                       | 75    |       |
| 2. Oktober  | Karel Kutlvašr                           | tschechoslowakischer General und Widerstandskämpfer                                                           | 66    |       |
| 2. Oktober  | Petras Rimša                             | litauischer Skulptor, Grafiker und Medalist                                                                   | 79    |       |
| 3. Oktober  | Bodo von Alvensleben                     | deutscher Gutsbesitzer, Präsident des Deutschen Herrenklubs                                                   | 78    |       |
| 3. Oktober  | Ray S. Bassler                           | US-amerikanischer Paläontologe                                                                                | 83    |       |
| 3. Oktober  | József Grősz                             | ungarischer katholischer Geistlicher, Erzbischof von Kalocsa                                                  | 73    |       |
| 3. Oktober  | Harold Knight                            | britischer Porträt-, Genre- und Landschaftsmaler                                                              | 87    |       |
| 3. Oktober  | Hugh Peterson                            | US-amerikanischer Politiker                                                                                   | 63    |       |
| 3. Oktober  | Mychajlo Ptucha                          | ukrainisch-sowjetischer Statistiker, Demograph und Ökonom                                                     | 76    |       |
| 3. Oktober  | Lilly Steiner                            | österreichische Malerin und Grafikerin                                                                        | 77    |       |
| 4. Oktober  | Charles Belben                           | französischer Automobilrennfahrer                                                                             | 73    |       |
| 4. Oktober  | Kurt Bobeth Bolander                     | deutscher Schauspieler                                                                                        | 65    |       |
| 4. Oktober  | Bernd Lünser                             | deutsches Maueropfer                                                                                          | 22    |       |
| 4. Oktober  | Max Weber                                | polnisch-US-amerikanischer Maler und Bildhauer                                                                | 80    |       |
| 5. Oktober  | Udo Düllick                              | deutsches Opfer der Berliner Mauer                                                                            | 25    |       |
| 5. Oktober  | Rudolf Lipus                             | deutscher Maler und Grafiker                                                                                  | 67    |       |
| 5. Oktober  | Booker Little                            | US-amerikanischer Jazzmusiker                                                                                 | 23    |       |
| 5. Oktober  | André Morel                              | französischer Rennfahrer                                                                                      | 77    |       |
| 5. Oktober  | Alexander Willwoll                       | Schweizer Jesuit und Psychologe                                                                               | 74    |       |
| 6. Oktober  | Mary Montgomerie Bennett                 | australische Lehrerin und Aktivistin                                                                          | 80    |       |
| 6. Oktober  | J. Reuben Clark                          | US-amerikanischer Rechtsanwalt, Diplomat und Funktionär der Kirche Jesu Christi der Heiligen der Letzten Tage | 90    |       |
| 6. Oktober  | Frances Schroth                          | US-amerikanische Schwimmerin                                                                                  | 68    |       |
| 7. Oktober  | Roland Marwitz                           | deutscher Schauspieler, Dramaturg und Schriftsteller                                                          | 65    |       |
| 7. Oktober  | František Tichý                          | tschechischer Künstler                                                                                        | 65    |       |
| 8. Oktober  | Alphonse Fournier                        | kanadischer Politiker (Liberalen Partei)                                                                      | 68    |       |
| 8. Oktober  | John Daniel Hertz                        | US-amerikanischer Geschäftsmann, Eigner von Rennpferden und Philanthrop                                       | 82    |       |
| 8. Oktober  | Moses Smoira                             | deutscher, später israelischer Jurist, erster Präsident des Obersten Gerichts in Israel                       | 72    |       |
| 9. Oktober  | Alfred Beyer                             | deutscher Mediziner, Hochschullehrer, Beamter und Politiker, MdV                                              | 75    |       |
| 9. Oktober  | Volker Böhringer                         | deutscher Maler                                                                                               | 48    |       |
| 9. Oktober  | Franz von Galen                          | deutscher Politiker (Zentrum)                                                                                 | 81    |       |
| 9. Oktober  | George G. Sadowski                       | US-amerikanischer Politiker                                                                                   | 58    |       |
| 9. Oktober  | Edmund Schopen                           | deutscher Geistlicher, Schriftsteller, Pädagoge und Historiker                                                | 79    |       |
| 10. Oktober | Karl Berg                                | deutscher Politiker (SPD), MdL                                                                                | 72    |       |
| 10. Oktober | Lewin Fitzhamon                          | britischer Filmregisseur                                                                                      | 92    |       |
| 10. Oktober | Ernst Haase                              | deutscher Neurologe und Psychotherapeut                                                                       | 67    |       |
| 11. Oktober | Dagmar von Dänemark                      | dänische Prinzessin                                                                                           | 71    |       |
| 11. Oktober | Henry F. Gerecke                         | protestantischer Geistlicher im Nürnberger Prozess gegen die Hauptkriegsverbrecher                            | 68    |       |
| 11. Oktober | Arthur Edward Harbord                    | britischer Marineoffizier und Expeditionsteilnehmer                                                           | 78    |       |
| 11. Oktober | Joseph Kromolicki                        | deutscher Komponist                                                                                           | 79    |       |
| 11. Oktober | Chico Marx                               | US-amerikanischer Komiker                                                                                     | 74    |       |
| 12. Oktober | Jean Bucher-Guyer                        | Schweizer Unternehmer                                                                                         | 86    |       |
| 12. Oktober | Eugene Bullard                           | erster US-amerikanischer Militärpilot                                                                         | 67    |       |
| 12. Oktober | Anton Feistl                             | österreichischer Politiker                                                                                    | 80    |       |
| 12. Oktober | Kurt Lichtenstein                        | deutscher Widerstandskämpfer, Journalist und Politiker (KPD), MdL                                             | 49    |       |
| 12. Oktober | Marguerite Monnot                        | französische Komponistin und Konzertpianistin                                                                 | 58    |       |
| 12. Oktober | Hermann Osterloh                         | deutscher Politiker (KPD, SPD), MdBB                                                                          | 75    |       |
| 12. Oktober | Maria Valtorta                           | italienische Schriftstellerin und katholische Mystikerin                                                      | 64    |       |
| 12. Oktober | Max Winkler                              | Bürgermeister von Graudenz, Reichstreuhänder und Reichsbeauftragter für die deutsche Filmkunst                | 86    |       |
| 13. Oktober | Maya Deren                               | US-amerikanische Regisseurin und Autorin                                                                      | 44    |       |
| 13. Oktober | Zoltan Korda                             | ungarisch-britischer Filmregisseur                                                                            | 66    |       |
| 13. Oktober | Artur Mabellon                           | französischer Bogenschütze                                                                                    | 73    |       |
| 13. Oktober | Dun Karm Psaila                          | maltesischer Schriftsteller, Dichter und Priester                                                             | 89    |       |
| 13. Oktober | Louis Rwagasore                          | burundischer Politiker, Ministerpräsident Burundis (1961)                                                     | 29    |       |
| 13. Oktober | Ernst Westerlund                         | finnischer Segler                                                                                             | 68    |       |
| 14. Oktober | Erich Jaschke                            | deutscher Offizier, zuletzt General der Infanterie                                                            | 71    |       |
| 14. Oktober | Johann Heinrich Kell                     | deutscher Pädagoge und Heimatforscher                                                                         | 81    |       |
| 14. Oktober | Silvio Napoli                            | italienischer General                                                                                         | 59    |       |
| 14. Oktober | Walter Porzig                            | deutscher Sprachwissenschaftler                                                                               | 66    |       |
| 14. Oktober | Werner Probst                            | deutsches Todesopfer der Berliner Mauer und Geheimer Informator des Ministeriums für Staatssicherheit (MfS)   | 25    |       |
| 14. Oktober | Paul Ramadier                            | französischer Politiker, Mitglied der Nationalversammlung, Premierminister und mehrfacher Minister            | 73    |       |
| 14. Oktober | Harriet Shaw Weaver                      | britische Autorin und Feministin                                                                              | 85    |       |
| 15. Oktober | Don Hilary Gingery                       | US-amerikanischer Politiker                                                                                   | 77    |       |
| 15. Oktober | Artur Lauinger                           | deutscher Wirtschaftsjournalist                                                                               | 82    |       |
| 15. Oktober | Lord Invader                             | Komponist und Sänger von Calypsos aus Trinidad und Tobago                                                     | 46    |       |
| 15. Oktober | John Joseph Mitty                        | US-amerikanischer Geistlicher, Erzbischof von San Francisco                                                   | 77    |       |
| 15. Oktober | Malke Schorr                             | österreichischer Schneiderin und Mitgründern der Österreichischen Roten Hilfe                                 | 75    |       |
| 16. Oktober | Robert Adam                              | österreichischer Jurist und Schriftsteller                                                                    | 84    |       |
| 16. Oktober | Siegfried Berliner                       | deutsch-US-amerikanischer Physiker, Dozent und Hochschullehrer                                                | 77    |       |
| 16. Oktober | Walter Ehrenstein                        | deutscher Psychologe und Hochschullehrer                                                                      | 62    |       |
| 16. Oktober | Wilhelm Falk                             | deutscher Fußballspieler                                                                                      | 63    |       |
| 16. Oktober | Alfred Wachtel                           | deutscher Ingenieur                                                                                           |       |       |
| 17. Oktober | Harry Crookshank, 1. Viscount Crookshank | britischer Politiker, Mitglied des House of Commons                                                           | 68    |       |
| 17. Oktober | Max Krabbel                              | deutscher Chirurg und ärztlicher Direktor                                                                     | 74    |       |
| 17. Oktober | Erich Siebel                             | deutscher Werkstofftechniker und Materialprüfer                                                               | 70    |       |
| 18. Oktober | Heinrich Allmeroth                       | deutscher Sänger, Intendant und Politiker                                                                     | 60    |       |
| 18. Oktober | Wilhelm Boden                            | deutscher Verwaltungsjurist und Politiker (Zentrum, CDU), MdL, Ministerpräsident                              | 71    |       |
| 18. Oktober | Bernard Darwin                           | britischer Jurist, Sportjournalist und Schriftsteller                                                         | 85    |       |
| 18. Oktober | Arnold Durig                             | österreichischer Physiologe                                                                                   | 88    |       |
| 18. Oktober | Siegfried zu Eulenburg-Wicken            | deutscher Oberst, Freikorpsführer und Gutsherr                                                                | 91    |       |
| 18. Oktober | Max Hüesker                              | deutscher Verwaltungsjurist, Landrat des Kreises Recklinghausen (1925–1927)                                   | 78    |       |
| 18. Oktober | Rodolphe Rubattel                        | Schweizer Politiker (FDP)                                                                                     | 65    |       |
| 18. Oktober | Hans Heinz Theyer                        | österreichischer Kameramann                                                                                   | 51    |       |
| 18. Oktober | Sigurd Fergus Varian                     | US-amerikanischer Elektronikunternehmer                                                                       | 60    |       |
| 19. Oktober | John Fernström                           | schwedischer Komponist und Dirigent                                                                           | 63    |       |
| 19. Oktober | Charles Gemora                           | US-amerikanischer Schauspieler und Maskenbildner                                                              | 58    |       |
| 19. Oktober | Şemsettin Günaltay                       | türkischer Politiker, Historiker und Ministerpräsident der Türkei                                             |       |       |
| 19. Oktober | Werner Jaeger                            | deutscher Altphilologe                                                                                        | 73    |       |
| 19. Oktober | Sergio Osmeña                            | philippinischer Präsident                                                                                     | 83    |       |
| 19. Oktober | Mihail Sadoveanu                         | rumänischer Schriftsteller und Politiker                                                                      | 80    |       |
| 20. Oktober | Hans Geiser                              | deutscher Gewerkschafter und Politiker (SPD)                                                                  | 77    |       |
| 20. Oktober | Karl Huhold                              | deutscher Offizier und Verbandsfunktionär                                                                     | 64    |       |
| 20. Oktober | Kazimierz Laskowski                      | polnischer Säbelfechter                                                                                       | 61    |       |
| 20. Oktober | Sylvia Rexach                            | puerto-ricanische Sängerin, Komponistin und Songwriterin                                                      | 39    |       |
| 20. Oktober | Julius Franz Schütz                      | österreichischer Schriftsteller, Lyriker und Kulturhistoriker                                                 | 71    |       |
| 20. Oktober | Carel van Wankum                         | niederländischer Ruderer                                                                                      | 65    |       |
| 20. Oktober | Hildegardis Wulff                        | deutsche Ordensgründerin                                                                                      | 65    |       |
| 21. Oktober | Nils Ferlin                              | schwedischer Dichter                                                                                          | 62    |       |
| 21. Oktober | Lotte Furreg                             | österreichische Politikerin (GdP), Abgeordnete zum Nationalrat                                                | 88    |       |
| 21. Oktober | John Peabody Harrington                  | US-amerikanischer Völkerkundler und Linguist                                                                  | 77    |       |
| 21. Oktober | Lorenz Jensen                            | deutscher Diplomat                                                                                            | 78    |       |
| 21. Oktober | Karl Korsch                              | deutscher Philosoph, Marxist, MdL und MdR                                                                     | 75    |       |
| 21. Oktober | Gilberto de Almeida Rêgo                 | brasilianischer Fußballschiedsrichter                                                                         | 80    |       |
| 21. Oktober | Christian Schappler                      | österreichischer Politiker (CSP), Landtagsabgeordneter zum Vorarlberger Landtag                               | 83    |       |
| 21. Oktober | Karl Schwien                             | deutscher Wasserbau- und Brückenbauingenieur, Beamter und Amtsleiter                                          | 67    |       |
| 21. Oktober | Sinaida Weis-Ksenofontowa                | russische bzw. sowjetische Seismologin                                                                        | 73    |       |
| 22. Oktober | Harry Nixon                              | kanadischer Politiker und 13. Premierminister von Ontario                                                     | 70    |       |
| 22. Oktober | Joseph Schenck                           | US-amerikanischer Filmindustrieller                                                                           | 82    |       |
| 22. Oktober | Aloys van de Vijvere                     | belgischer Politiker und Premierminister                                                                      | 90    |       |
| 22. Oktober | Karl Weber                               | Schweizer Journalist, Zeitungswissenschaftler und Politiker (FDP)                                             | 81    |       |
| 23. Oktober | Wilfrid Norman Bailey                    | britischer Mathematiker                                                                                       | 68    |       |
| 23. Oktober | Raúl Cancio                              | spanischer Schauspieler                                                                                       | 50    |       |
| 23. Oktober | Paul Hertz                               | deutscher Politiker (USPD, SPD), MdR                                                                          | 73    |       |
| 23. Oktober | Robert Davis Johnson                     | US-amerikanischer Politiker                                                                                   | 78    |       |
| 23. Oktober | Vincenzo Orlandini                       | italienischer Fußballschiedsrichter                                                                           | 51    |       |
| 23. Oktober | Alfred Pohl                              | deutscher Altorientalist                                                                                      | 70    |       |
| 24. Oktober | Leon Goldensohn                          | US-amerikanischer Arzt und Psychiater                                                                         | 50    |       |
| 24. Oktober | Erich Kotte                              | deutscher Jurist, Präsident des Evangelisch-Lutherischen Landeskirchenamtes Sachsen                           | 74    |       |
| 24. Oktober | Kurt Lötzsch                             | deutscher Politiker (SPD), MdA                                                                                | 50    |       |
| 25. Oktober | Sheridan Downey                          | US-amerikanischer Politiker                                                                                   | 77    |       |
| 25. Oktober | Karl Heinrich Hecht                      | Physiker | 81    |       |
| 25. Oktober | Rudolf Schäfer                           | deutscher Maler                                                                                               | 83    |       |
| 25. Oktober | Franz Schwerdtfeger                      | deutscher Ingenieur und Hochschullehrer                                                                       | 63    |       |
| 25. Oktober | Werner Willikens                         | deutscher Politiker (NSDAP), MdR                                                                              | 68    |       |
| 25. Oktober | Jay Wilsey                               | US-amerikanischer Schauspieler                                                                                | 65    |       |
| 25. Oktober | Karl Wunderli                            | US-Schweizer Landwirt und Politiker                                                                           | 79    |       |
| 26. Oktober | Adolf Benscheid                          | deutscher Politiker (KPD), MdL                                                                                | 73    |       |
| 26. Oktober | Friedrich Albert Groeteken               | deutscher Priester, Lehrer, Autor und Heimatforscher                                                          | 83    |       |
| 26. Oktober | Inoue Sadae                              | General der kaiserlich japanischen Armee                                                                      | 74    |       |
| 26. Oktober | Fritz Lang                               | deutscher Maler und Holzschneider                                                                             | 84    |       |
| 26. Oktober | Milan Stojadinović                       | serbisch-jugoslawischer Politiker und Ökonom                                                                  | 73    |       |
| 26. Oktober | René-Karel Verheyen                      | belgischer Ornithologe und Hochschullehrer                                                                    | 53    |       |
| 27. Oktober | Anton Bulfon                             | österreichischer Baumeister                                                                                   | 76    |       |
| 27. Oktober | Reinhold Hoemann                         | deutscher Gärtner und Landschaftsarchitekt                                                                    | 91    |       |
| 27. Oktober | German Kapitonowitsch Malandin           | sowjetischer Armeegeneral                                                                                     | 66    |       |
| 27. Oktober | Johannes Schönherr                       | deutscher Schriftsteller, Verlagslektor, Lehrer und Rundfunkmitarbeiter in der DDR                            | 67    |       |
| 28. Oktober | Albrecht Weiß                            | deutscher Jurist, Nationalökonom und Hochschullehrer                                                          | 71    |       |
| 29. Oktober | Zdeněk Folprecht                         | böhmischer Komponist                                                                                          | 61    |       |
| 29. Oktober | Waldemar Frank                           | deutscher Bühnenschriftsteller und Filmproduzent                                                              | 58    |       |
| 29. Oktober | Georg Lindemann                          | deutscher Jurist, Novemberrevolutionär, NS-Opfer, Bürgermeister und Stadtdirektor                             | 76    |       |
| 29. Oktober | Guthrie McClintic                        | US-amerikanischer Schauspieler, Film- und Theaterproduzent                                                    | 68    |       |
| 29. Oktober | Nagayo Yoshirō                           | japanischer Schriftsteller                                                                                    | 73    |       |
| 29. Oktober | Friedrich Pfeffer von Salomon            | deutscher Polizeipräsident, Gestapomitarbeiter, SA-Führer und Regierungspräsident                             | 69    |       |
| 29. Oktober | Tiny Sandford                            | US-amerikanischer Schauspieler                                                                                | 67    |       |
| 29. Oktober | Guy Sautter                              | englisch-schweizerischer Badmintonspieler                                                                     |       |       |
| 29. Oktober | Wilhelm Schauder                         | deutscher Tierarzt und Hochschullehrer                                                                        | 76    |       |
| 30. Oktober | Luigi Einaudi                            | italienischer Staatspräsident und Finanzwissenschaftler                                                       | 87    |       |
| 30. Oktober | Fritz Hilgenstock                        | deutscher Architekt und Funktionär der Studentenpolitik                                                       | 63    |       |
| 30. Oktober | Erika Janensch                           | deutsche Kindergärtnerin, Jugendleiterin, Wohlfahrtspflegerin und Seminarleiterin                             | 70    |       |
| 30. Oktober | Margherita Sarfatti                      | italienische Schriftstellerin, Geliebte Mussolinis                                                            | 81    |       |
| 30. Oktober | Willy Wiegand                            | deutscher Typograph, Mitbegründer und Leiter der Bremer Presse                                                | 77    |       |
| 31. Oktober | Alberto Chividini                        | argentinischer Fußballspieler                                                                                 | 54    |       |
| 31. Oktober | Augustus John                            | britischer Maler des Spätimpressionismus                                                                      | 83    |       |
| 31. Oktober | Marcel Vértes                            | ungarischer Grafiker, Maler, Illustrator, Bühnenbildner                                                       | 66    |       |
| 31. Oktober | August Christian Winkler                 | deutscher Politiker (Zentrum, CSU), MdR, MdL                                                                  | 61    |       |

## November
| Tag          | Name                                    | Beruf, bekannt als                                                                                 | Alter | Beleg |
| ------------ | --------------------------------------- | -------------------------------------------------------------------------------------------------- | ----- | ----- |
| 1. November  | Ernst Kaller                            | deutscher Organist, Musikwissenschaftler und Hochschullehrer                                       | 63    |       |
| 1. November  | Fritz Lieken                            | deutscher Bäcker, Erfinder und Unternehmensgründer                                                 | 65    |       |
| 1. November  | Arthur M. Tyndall                       | britischer Physiker                                                                                | 80    |       |
| 2. November  | Harriet Bosse                           | norwegische Schauspielerin                                                                         | 83    |       |
| 2. November  | Erich Franzen                           | deutscher Jurist, Literaturkritiker und Schriftsteller                                             | 68    |       |
| 2. November  | Josef Karel Matocha                     | tschechischer römisch-katholischer Theologe, Erzbischof von Olmütz                                 | 73    |       |
| 2. November  | Friedrich Otto Schrader                 | deutscher Indologe                                                                                 | 85    |       |
| 2. November  | Nina Subbotina                          | russische bzw. sowjetische Astronomin                                                              | 84    |       |
| 2. November  | James Thurber                           | US-amerikanischer Schriftsteller und Zeichner                                                      | 66    |       |
| 3. November  | Emil Bems                               | deutscher Jurist                                                                                   | 79    |       |
| 3. November  | Rudolf Jung                             | deutscher Geodät und Rektor der RWTH Aachen                                                        | 51    |       |
| 3. November  | Eduard Köck                             | österreichischer Schauspieler                                                                      | 79    |       |
| 3. November  | Paul Lehmann                            | deutscher Parteifunktionär (SPD, SED), Bürgermeister von Wurzen (1947–1948)                        | 78    |       |
| 3. November  | Kurt Pohle                              | deutscher Politiker (SPD), MdR, MdL, MdB                                                           | 62    |       |
| 3. November  | Willy Stettner                          | deutscher Schauspieler und Sänger                                                                  | 66    |       |
| 4. November  | Hans Walther                            | deutscher Bildhauer                                                                                | 73    |       |
| 4. November  | Walter Zeeden                           | deutscher Marinemaler und Illustrator von Seefahrtsliteratur                                       | 69    |       |
| 5. November  | Elsie Ferguson                          | US-amerikanische Filmschauspielerin der Stummfilmära                                               | 78    |       |
| 5. November  | Hans Plettner                           | deutscher Politiker (SPD, USPD, KPD), MdR                                                          | 73    |       |
| 5. November  | Lubomir Szopiński                       | polnisch-kaschubischer Chorleiter                                                                  | 48    |       |
| 6. November  | John Davidson Clark                     | US-amerikanischer Ökonom und Politiker                                                             | 77    |       |
| 6. November  | Harry DeBaecke                          | US-amerikanischer Ruderer                                                                          | 82    |       |
| 06. November | Fred Etchen                             | US-amerikanischer Sportschütze                                                                     | 75    |       |
| 6. November  | Hortense Gordon                         | kanadische Malerin                                                                                 | 74    |       |
| 6. November  | Rudolf Hruschka                         | sudetendeutscher Pädagoge und Heimatforscher                                                       | 80    |       |
| 6. November  | Itō Michio                              | japanischer Balletttänzer und Choreograph                                                          | 68    |       |
| 6. November  | Heinrich Kurtscheid                     | Vorsitzender des christlichen Holzarbeiterverbandes                                                | 89    |       |
| 6. November  | Fritz Schwarz                           | deutscher Bobfahrer                                                                                | 62    |       |
| 7. November  | Michael Keller                          | katholischer Geistlicher und Bischof von Münster                                                   | 65    |       |
| 7. November  | Georg Meyer-Erlach                      | deutscher Chemiker und Studentenhistoriker                                                         | 84    |       |
| 7. November  | Mary Richardson                         | kanadisch-britische Suffragette                                                                    |       |       |
| 7. November  | Augustin Rösch                          | Jesuitenpater, aktiv im Widerstand gegen den Nationalsozialismus (Kreisauer Kreis)                 | 68    |       |
| 7. November  | Hugh Ruttledge                          | britischer Bergsteiger                                                                             | 77    |       |
| 7. November  | Emil Treskow                            | deutscher Opernsänger (Bariton)                                                                    | 71    |       |
| 7. November  | Eugen Wolff                             | deutscher Musiker und Orchesterleiter                                                              | 60    |       |
| 8. November  | Jesse L. Boyce                          | US-amerikanischer Politiker                                                                        | 80    |       |
| 8. November  | Fritz Haller                            | österreichischer Gewichtheber                                                                      |       |       |
| 8. November  | Rudolf Müller                           | deutscher Politiker (SPD), MdA                                                                     | 51    |       |
| 8. November  | Herb Vollmer                            | US-amerikanischer Wasserballspieler                                                                | 66    |       |
| 9. November  | Ferdinand Bie                           | norwegischer Leichtathlet                                                                          | 73    |       |
| 9. November  | Antoon Coolen                           | niederländischer Schriftsteller und Journalist                                                     | 64    |       |
| 9. November  | Emil Engelhardt                         | deutscher Pfarrer, Philosoph und Schriftsteller                                                    | 74    |       |
| 9. November  | Leo Lania                               | Journalist und Schriftsteller                                                                      | 65    |       |
| 9. November  | Mario Tchou                             | taiwanischer Ingenieur und Informatiker                                                            | 37    |       |
| 9. November  | Edward C. Thiel                         | US-amerikanischer Geophysiker und Polarforscher                                                    | 33    |       |
| 10. November | Carlos Silva Freire                     | portugiesischer General                                                                            | 54    |       |
| 10. November | John P. Newsome                         | US-amerikanischer Geschäftsmann und Politiker                                                      | 68    |       |
| 10. November | Božo Škerlj                             | jugoslawischer Anthropologe                                                                        | 57    |       |
| 10. November | Wittmanns Ann                           | deutsche Straßensängerin und Neuwieder Stadtoriginal                                               | 73    |       |
| 11. November | Walter Garski                           | deutscher Grafiker und Zeichenlehrer                                                               | 76    |       |
| 12. November | Gustaf Andersson                        | schwedischer Politiker, Mitglied des Riksdag                                                       | 76    |       |
| 12. November | René Demeurisse                         | französischer Maler                                                                                | 66    |       |
| 12. November | Franz Heitgres                          | deutscher Politiker (KPD), MdHB, Senator                                                           | 55    |       |
| 12. November | Russell Lewis                           | US-amerikanischer Choreograf                                                                       | 53    |       |
| 12. November | Louis C. Rabaut                         | US-amerikanischer Politiker                                                                        | 74    |       |
| 12. November | Wolfgang Weese                          | deutscher Generalleutnant der Luftwaffe im Zweiten Weltkrieg                                       | 71    |       |
| 13. November | Rudolf Aeschlimann                      | schweizerisch-deutscher Reformpädagoge                                                             |       |       |
| 13. November | Max Hansen                              | dänischer Kabarettist, Filmschauspieler und Operettensänger (Tenor)                                | 63    |       |
| 14. November | William Fletcher Shaw                   | britischer Chirurg, Gynäkologe und Geburtshelfer                                                   | 83    |       |
| 14. November | Hermann Fliß                            | deutscher Kommunalpolitiker (SPD), Bürgermeister von Northeim                                      | 83    |       |
| 14. November | Justus Hashagen                         | deutscher Historiker                                                                               | 83    |       |
| 14. November | Karl Jansen                             | deutscher Gewichtheber                                                                             | 53    |       |
| 14. November | Ernest Lawlars                          | US-amerikanischer Bluesgitarrist, Sänger und Songschreiber                                         | 61    |       |
| 14. November | Fritz Stein                             | deutscher Dirigent, Musikwissenschaftler und Mitglied im Kampfbund für deutsche Kultur             | 81    |       |
| 14. November | Madge Titheradge                        | australisch-britische Theater- und Filmschauspielerin                                              | 74    |       |
| 15. November | Alexander Klein                         | deutscher und israelischer Architekt                                                               | 82    |       |
| 15. November | Christoph Rummel                        | deutscher Architekt                                                                                | 80    |       |
| 15. November | Erwin Umhauer                           | deutscher Politiker (DVP)                                                                          | 83    |       |
| 15. November | Douglas Walton                          | kanadischer Schauspieler                                                                           | 51    |       |
| 15. November | Richard Weichert                        | deutscher Intendant und Theaterregisseur                                                           | 81    |       |
| 16. November | Erich Boldt                             | deutscher Feldwebel der Bundeswehr                                                                 | 28    |       |
| 16. November | Karl Wilhelm Drechsler                  | deutscher Komponist und Pianist                                                                    | 60    |       |
| 16. November | Henry Hawtrey                           | britischer Leichtathlet                                                                            | 79    |       |
| 16. November | Sam Rayburn                             | US-amerikanischer Politiker                                                                        | 79    |       |
| 16. November | Ángel Turrado Moreno                    | spanischer römisch-katholischer Ordensgeistlicher                                                  | 57    |       |
| 17. November | Giovanni Boaga                          | italienischer Mathematiker und Geodät                                                              | 59    |       |
| 17. November | Paul Lockenvitz                         | deutscher Politiker (DDP)                                                                          | 84    |       |
| 17. November | António de Menezes                      | portugiesischer Fechter                                                                            | 70    |       |
| 17. November | Fritz Vomfelde                          | deutscher Politiker (Zentrum, CDU), MdL                                                            | 61    |       |
| 18. November | Emil Alfeld                             | deutscher Bauer, Erfinder und Musiker                                                              | 60    |       |
| 18. November | Ferdinando Bernardi                     | italienischer Geistlicher, Erzbischof von Tarent                                                   | 87    |       |
| 18. November | Hjalmar Heerup                          | dänischer Fußballspieler                                                                           | 75    |       |
| 18. November | Hermannus Höfte                         | niederländischer Ruderer                                                                           | 77    |       |
| 18. November | Clarence Pinkston                       | US-amerikanischer Turmspringer                                                                     | 61    |       |
| 18. November | Eduard Kasimirowitsch Tisse             | russischer Kameramann und Filmregisseur                                                            | 64    |       |
| 18. November | Richard Truckenbrodt                    | deutscher Ethnologe und Lehrer                                                                     | 74    |       |
| 18. November | Curt Westermann                         | deutscher Bühnenschauspieler                                                                       | 83    |       |
| 18. November | Frederik Willem Zeylmans van Emmichoven | niederländischer Psychiater und Anthroposoph                                                       | 67    |       |
| 19. November | Ulrich Bögelsack                        | deutscher Jurist                                                                                   |       |       |
| 19. November | Dorothy Heyward                         | US-amerikanische Dramatikerin                                                                      | 71    |       |
| 19. November | Al Keller                               | US-amerikanischer Rennfahrer                                                                       | 41    |       |
| 19. November | Paul Mechlen                            | deutscher Maler und Innenraumgestalter                                                             | 72    |       |
| 19. November | Walter Schmidkunz                       | deutscher Verleger, Autor, Journalist und Bergsteiger                                              | 74    |       |
| 19. November | Theodor Ferdinand Alexander Winkler     | deutscher Pädagoge und Historiker                                                                  | 73    |       |
| 19. November | Siegfried Witte                         | deutscher Politiker (DDP, CDU), MdV                                                                | 64    |       |
| 20. November | Kurt Ziesenitz                          | deutscher evangelischer Geistlicher                                                                | 79    |       |
| 21. November | Violet Clifton                          | britische Schriftstellerin                                                                         | 78    |       |
| 21. November | Edward Dahl                             | schwedischer Mittel- und Langstreckenläufer                                                        | 75    |       |
| 21. November | Hans Fehr                               | Schweizer Rechtshistoriker                                                                         | 87    |       |
| 21. November | Ike Mahoney                             | US-amerikanischer American-Football- und Basketball-Spieler                                        | 60    |       |
| 21. November | George Mayberry                         | irischer Leichtathlet                                                                              | 78    |       |
| 21. November | Ferenc Mező                             | ungarischer Dichter                                                                                | 76    |       |
| 22. November | Anselmo Alliegro y Milá                 | kubanischer Politiker                                                                              | 61    |       |
| 22. November | Ole Hallesby                            | norwegischer Erweckungsprediger und lutherischer Theologe                                          | 82    |       |
| 22. November | Ferdinand Henkemeyer                    | Landrat des Kreises Paderborn                                                                      | 79    |       |
| 22. November | Franz Höfler                            | italienischer Südtirolaktivist                                                                     | 28    |       |
| 22. November | Oskar Niemczyk                          | deutscher Geodät und Geophysiker                                                                   | 75    |       |
| 22. November | Oskar Thiede                            | österreichischer Bildhauer und Medailleur                                                          | 82    |       |
| 22. November | Ninon Vallin                            | französische Theaterschauspielerin, Opernsängerin (Sopran) und Gesangspädagogin                    | 75    |       |
| 22. November | George S. Williams                      | US-amerikanischer Politiker                                                                        | 84    |       |
| 23. November | York Bowen                              | englischer Pianist und Komponist                                                                   | 77    |       |
| 23. November | Gustav Pomaroli                         | österreichischer Lehrer, Autor und Politiker (SPÖ), Landtagsabgeordneter, Mitglied des Bundesrates | 77    |       |
| 24. November | Hans Batteux                            | deutscher Opernsänger (Tenor)                                                                      |       |       |
| 24. November | Ruth Chatterton                         | US-amerikanische Schauspielerin, Autorin von Theaterstücken und Romanen und Pilotin                | 68    |       |
| 24. November | Gina Conrad von Hötzendorf              | langjährige Geliebte und dann zweite Ehefrau von Franz Conrad von Hötzendorf                       | 82    |       |
| 24. November | Rolf von Humann                         | deutscher Politiker (NSDAP), MdR                                                                   | 76    |       |
| 24. November | Bijoy Prasad Singh Roy                  | indischer Unternehmer und Politiker                                                                |       |       |
| 24. November | Axel Wenner-Gren                        | schwedischer Großindustrieller                                                                     | 80    |       |
| 24. November | Eduard Wolf                             | deutscher Unternehmer                                                                              | 75    |       |
| 25. November | Ciro Berardi                            | italienischer Schauspieler                                                                         | 52    |       |
| 25. November | Erich Bruschke                          | deutscher Politiker (SPD)                                                                          | 67    |       |
| 25. November | Sam C. Ford                             | US-amerikanischer Jurist und Politiker                                                             | 79    |       |
| 25. November | Adelina de Lara                         | englische Pianistin, Komponistin und Klavierlehrerin                                               | 89    |       |
| 25. November | Theodor Spira                           | deutscher Anglist                                                                                  | 76    |       |
| 25. November | Hubert Van Innis                        | belgischer Bogenschütze                                                                            | 95    |       |
| 25. November | Maurice Vaumousse                       | französischer Maler und Geiger                                                                     | 85    |       |
| 25. November | Werner Wolff                            | deutscher Dirigent und Schriftsteller                                                              | 78    |       |
| 26. November | Styles Bridges                          | US-amerikanischer Politiker                                                                        | 63    |       |
| 26. November | Israel Cohen                            | britischer Journalist und Zionistenführer                                                          |       |       |
| 26. November | Alexander Borissowitsch Goldenweiser    | russischer Komponist und Pianist                                                                   | 86    |       |
| 26. November | Hans Göz                                | deutscher Jurist und Politiker                                                                     | 77    |       |
| 26. November | Lothar Lehmann                          | Todesopfer an der Berliner Mauer                                                                   |       |       |
| 26. November | Alexander Karlowitsch Medtner           | russisch-sowjetischer Geiger, Dirigent, Komponist und Hochschullehrer                              | 84    |       |
| 26. November | Walter Pikuritz                         | deutscher Zuckerfabrikant                                                                          | 84    |       |
| 26. November | Edy Velander                            | schwedischer Elektrotechniker                                                                      | 67    |       |
| 27. November | István Beöthy                           | ungarischer Bildhauer und Architekt                                                                | 64    |       |
| 27. November | Hans Gazert                             | deutscher Mediziner und Polarforscher                                                              | 91    |       |
| 27. November | Maximilian Gold                         | österreichischer Fußballspieler                                                                    | 61    |       |
| 27. November | Carl Jäger                              | deutscher Architekt und Hochschullehrer                                                            |       |       |
| 27. November | Khalid an-Naqschbandi                   | irakisch-kurdischer Politiker                                                                      |       |       |
| 28. November | Heinrich Bohr                           | österreichischer Gitarrist und Komponist                                                           | 77    |       |
| 28. November | Hugo Duensing                           | deutscher Orientalist und Theologe                                                                 | 84    |       |
| 28. November | Paul Georg Ehrhardt                     | deutscher Ingenieur, Testpilot und Verfasser von Jagd- und Fliegerliteratur                        | 72    |       |
| 28. November | Karl Kriebel                            | deutscher Offizier und General der Infanterie im Zweiten Weltkrieg                                 | 73    |       |
| 28. November | Arthur Melbourne-Cooper                 | britischer Filmpionier                                                                             | 87    |       |
| 28. November | James Milligan                          | kanadischer Sänger                                                                                 | 33    |       |
| 28. November | Gustav Nietfeld-Beckmann                | deutscher Politiker (NSDAP), MdR                                                                   | 65    |       |
| 29. November | Curt Hoffmann                           | deutscher Politiker (FDP), MdL, MdB                                                                | 64    |       |
| 29. November | Martin H. Kennelly                      | US-amerikanischer Politiker, Bürgermeister von Chicago (1947–1955)                                 | 74    |       |
| 29. November | Michael von Taube                       | russischer Jurist, Völkerrechtler                                                                  | 92    |       |
| 29. November | Ludwig Weickmann                        | deutscher Geophysiker, Meteorologe und Hochschullehrer                                             | 79    |       |
| 30. November | Heitor Campos Monteiro                  | portugiesischer Dramatiker                                                                         | 62    |       |
| 30. November | Stanisław Kazuro                        | polnischer Komponist                                                                               | 80    |       |
| 30. November | Heinz Mildner                           | deutscher Schriftsteller                                                                           |       |       |
| 30. November | Louis Perriraz                          | Schweizer evangelischer Geistlicher und Hochschullehrer                                            | 92    |       |
| 30. November | Ehrenfried Pfeiffer                     | deutsch-US-amerikanischer Chemiker und Anthroposoph                                                | 62    |       |
| 30. November | Nina Sidorowa                           | sowjetische Mediävistin und Hochschullehrerin                                                      | 51    |       |
| 30. November | Otto Willke                             | deutscher Heimatforscher und Naturschützer                                                         | 85    |       |
| 30. November | Sam Zemurray                            | US-amerikanischer Unternehmer und Gründer von Cuyamel Fruit Direktor der United Fruit Company      | 84    |       |
| November     | Harry Smith                             | US-amerikanischer Langstreckenläufer                                                               | 73    |       |
| November     | Friedrich Weichelt                      | deutscher Sprengingenieur                                                                          | 66    |       |

## Dezember
| Tag          | Name                          | Beruf, bekannt als                                                                                              | Alter | Beleg |
| ------------ | ----------------------------- | --- | ----- | ----- |
| 1. Dezember  | Robert Kaleski                | australischer Journalist, Schriftsteller, Kynologe und Hundezüchter                                             | 84    |       |
| 1. Dezember  | Franz-Josef Sontag            | deutscher konservativer Journalist und politischer Schriftsteller                                               | 78    |       |
| 1. Dezember  | Bienvenido Troncoso           | dominikanischer Sänger, Gitarrist und Komponist                                                                 | 52    |       |
| 2. Dezember  | Fredrik Böök                  | schwedischer Literaturprofessor, Kritiker und Schriftsteller                                                    | 78    |       |
| 2. Dezember  | Roberto Díaz                  | argentinischer Tangosänger und -komponist                                                                       | 61    |       |
| 2. Dezember  | Theodor Paul Erismann         | schweizerisch-österreichischer Psychologe                                                                       | 78    |       |
| 2. Dezember  | Alfonso García González       | mexikanischer Botschafter                                                                                       | 52    |       |
| 2. Dezember  | Franz Noch                    | deutscher Polizeidirektor und Politiker (SPD)                                                                   | 75    |       |
| 2. Dezember  | George Simpson                | US-amerikanischer Sprinter                                                                                      | 53    |       |
| 2. Dezember  | Jane Voigt                    | deutsche Politikerin (DVP), MdL                                                                                 | 86    |       |
| 3. Dezember  | Otto Dörrenberg               | deutscher Politiker (NSDAP), MdR                                                                                | 73    |       |
| 3. Dezember  | Ernst Koller                  | deutscher Landwirt und Politiker (DNVP), MdL                                                                    | 86    |       |
| 3. Dezember  | Pat O’Hara Wood               | australischer Tennisspieler                                                                                     | 70    |       |
| 3. Dezember  | Arthur Thiele                 | deutscher Manager und Hochschullehrer                                                                           | 90    |       |
| 3. Dezember  | Helene Voigt-Diederichs       | deutsche Schriftstellerin                                                                                       | 86    |       |
| 4. Dezember  | Gustav Kelber                 | deutscher Schriftsteller                                                                                        | 80    |       |
| 4. Dezember  | Bernard Réquichot             | französischer Maler, Grafiker und Zeichner                                                                      | 32    |       |
| 4. Dezember  | Tsuda Sōkichi                 | japanischer Historiker                                                                                          | 88    |       |
| 5. Dezember  | Tony Almerico                 | US-amerikanischer Musiker (Trompete, Kornett, Gesang und Bandleader) des Dixieland Jazz und Disk Jockey         | 56    |       |
| 5. Dezember  | Karl Becker                   | deutscher Politiker (KPD), MdR                                                                                  | 65    |       |
| 5. Dezember  | Grigori Romanowitsch Ginsburg | russischer Pianist                                                                                              | 57    |       |
| 5. Dezember  | Aage Walther                  | dänischer Turner                                                                                                | 64    |       |
| 6. Dezember  | Tom W. Bonner                 | US-amerikanischer Physiker                                                                                      | 51    |       |
| 6. Dezember  | Frantz Fanon                  | französischer Psychiater, Politiker, Schriftsteller und Vordenker der Entkolonialisierung                       | 36    |       |
| 6. Dezember  | Emil Höchstädter              | deutscher Jurist                                                                                                | 80    |       |
| 6. Dezember  | Olga van Iterson-Knoepfle     | deutsch-niederländische Malerin                                                                                 | 82    |       |
| 6. Dezember  | Christina Monden              | deutsche Schauspielerin                                                                                         | 22    |       |
| 6. Dezember  | Wilhelm Rakenius              | deutscher Verlagsdruckereibesitzer, Verwaltungsbeamter und Segelsportfunktionär                                 | 83    |       |
| 7. Dezember  | Michal Buzalka                | slowakischer Geistlicher, Weihbischof in Trnava                                                                 | 76    |       |
| 7. Dezember  | Albert Geromini               | Schweizer Eishockeyspieler                                                                                      | 65    |       |
| 7. Dezember  | Geneviève Micheli             | französische protestantische Klostergründerin im ökumenischen Geist                                             | 78    |       |
| 7. Dezember  | Leonardo Olschki              | deutsch-italienisch-US-amerikanischer Romanist                                                                  | 76    |       |
| 7. Dezember  | Herbert Pitman                | britischer Seemann, dritter Offizier der RMS Titanic                                                            | 84    |       |
| 7. Dezember  | Paul Sporrenberg              | deutscher SS-Hauptsturmführer                                                                                   | 65    |       |
| 7. Dezember  | Emil Zilliacus                | finnlandschwedischer Poet, Schriftsteller, Literaturwissenschaftler und Übersetzer klassischer Literatur        | 83    |       |
| 8. Dezember  | Wilhelm Capelle               | deutscher Klassischer Philologe                                                                                 | 90    |       |
| 8. Dezember  | Philipp Hill                  | Oberbürgermeister von Gießen                                                                                    | 74    |       |
| 8. Dezember  | Gerhart Jander                | deutscher Chemiker                                                                                              | 69    |       |
| 8. Dezember  | Francis Patrick Keough        | US-amerikanischer Geistlicher, Erzbischof von Baltimore                                                         | 71    |       |
| 8. Dezember  | Heinrich Körner               | österreichischer Fußballspieler und -trainer                                                                    | 68    |       |
| 8. Dezember  | Francesco Severi              | italienischer Mathematiker                                                                                      | 82    |       |
| 8. Dezember  | Martha Voß-Zietz              | deutsche Frauenrechtlerin                                                                                       | 90    |       |
| 9. Dezember  | Albert Bloch                  | US-amerikanischer Maler, Schriftsteller und Übersetzer                                                          | 79    |       |
| 9. Dezember  | Fritz Corsing                 | deutsch-amerikanischer Jurist, Ministerialbeamter und Schriftsteller                                            | 73    |       |
| 9. Dezember  | Max Lazarus                   | deutscher Maler                                                                                                 | 69    |       |
| 9. Dezember  | Otto Linnemann                | deutscher Glasmaler und Wand- und Dekorationsmaler                                                              | 85    |       |
| 9. Dezember  | Dieter Wohlfahrt              | österreichischer Fluchthelfer und erstes Opfer der Berliner Mauer ohne deutsche Staatsangehörigkeit             | 20    |       |
| 10. Dezember | Josef Forster                 | deutscher kommunistischer Gewerkschaftsfunktionär                                                               | 85    |       |
| 10. Dezember | Ernst Herdieckerhoff          | deutscher Chemiker                                                                                              | 69    |       |
| 10. Dezember | Gerd Rosen                    | deutscher Kunsthändler und Antiquar                                                                             | 58    |       |
| 11. Dezember | Ernst Buschor                 | deutscher Klassischer Archäologe                                                                                | 75    |       |
| 11. Dezember | Tulsi Chakraborty             | indischer Schauspieler des bengalischen Films und Theaters                                                      | 62    |       |
| 11. Dezember | Walter Enholtz                | Schweizer Maler                                                                                                 | 86    |       |
| 11. Dezember | Ingo Krüger                   | deutsches Todesopfer der Berliner Mauer                                                                         | 21    |       |
| 11. Dezember | Joachim Lipschitz             | deutscher Jurist und Politiker (SPD), MdA und Berliner Senator                                                  | 43    |       |
| 11. Dezember | Albert H. Taylor              | US-amerikanischer Elektroingenieur                                                                              | 82    |       |
| 11. Dezember | Christian Franz Weck          | deutscher SS-Zahnarzt                                                                                           | 57    |       |
| 12. Dezember | Hauk Aabel                    | norwegischer Schauspieler                                                                                       | 92    |       |
| 12. Dezember | Arthur Galliner               | deutsch-britischer Maler und Kunsthistoriker                                                                    | 83    |       |
| 12. Dezember | Oskar Loorits                 | estnischer Folklorist und Religionswissenschaftler                                                              | 61    |       |
| 12. Dezember | Josefine Joseffy              | österreichische Theater- und Stummfilmschauspielerin                                                            | 94    |       |
| 12. Dezember | Friedrich von Saurma          | deutsch-US-amerikanischer Ingenieur und Raketenwissenschaftler                                                  | 53    |       |
| 13. Dezember | Stanley Doust                 | australischer Tennisspieler                                                                                     | 82    |       |
| 13. Dezember | Grandma Moses                 | US-amerikanische Malerin                                                                                        | 101   |       |
| 13. Dezember | August Högn                   | deutscher Lehrer, Schulrektor, Komponist und Heimatforscher                                                     | 83    |       |
| 13. Dezember | Franz Lehmann                 | deutscher pharmazeutischer Chemiker                                                                             | 80    |       |
| 13. Dezember | Nikolai                       | russisch-orthodoxer Theologe und Metropolit                                                                     | 69    |       |
| 13. Dezember | Sully-André Peyre             | französischer Autor der neuprovenzalischen Sprache, Romanist und Herausgeber                                    | 71    |       |
| 13. Dezember | Gustav Pezold                 | deutscher Verleger                                                                                              | 70    |       |
| 13. Dezember | Richard Zöller                | deutscher Richter und Herausgeber eines Gesetzeskommentars zur deutschen Zivilprozessordnung                    | 56    |       |
| 14. Dezember | Daniel B. Clark               | US-amerikanischer Kameramann                                                                                    | 71    |       |
| 14. Dezember | Archibald Frank Engelbach     | englischer Badmintonspieler                                                                                     | 80    |       |
| 14. Dezember | Christian Keyßer              | deutscher Missionar                                                                                             | 84    |       |
| 14. Dezember | Richard Schirrmann            | Gründer des Deutschen Jugendherbergswerkes                                                                      | 87    |       |
| 14. Dezember | Nadja Stein                   | österreichisch-israelische Frauenfunktionärin                                                                   | 70    |       |
| 14. Dezember | Aribert Wäscher               | deutscher Schauspieler                                                                                          | 66    |       |
| 15. Dezember | Georg Bantele                 | deutscher Politiker (BP), MdL                                                                                   | 68    |       |
| 15. Dezember | Jean Piot                     | französischer Fechter und zweifacher Olympiasieger                                                              | 71    |       |
| 15. Dezember | Hans Sautter                  | deutscher Bildhauer und Hochschullehrer                                                                         | 84    |       |
| 15. Dezember | Miroslav Šustera              | tschechoslowakischer Leichtathlet und Ringer                                                                    | 83    |       |
| 15. Dezember | William Bertram Turrill       | englischer Botaniker                                                                                            | 71    |       |
| 15. Dezember | Hans Wach                     | deutscher Ingenieur                                                                                             | 81    |       |
| 16. Dezember | Hans Rebane                   | estnischer Journalist, Politiker und Diplomat                                                                   | 78    |       |
| 16. Dezember | Boris Semjonowitsch Schechter | russischer Komponist                                                                                            | 61    |       |
| 16. Dezember | Suda Kunitarō                 | japanischer Maler                                                                                               | 70    |       |
| 16. Dezember | Rudolf Therkatz               | deutscher Schauspieler                                                                                          | 53    |       |
| 17. Dezember | Juan Bernardo Huyke           | puerto-ricanischer Politiker                                                                                    | 81    |       |
| 17. Dezember | Lajos Kovács                  | ungarischer Fußballspieler und -trainer                                                                         | 67    |       |
| 17. Dezember | Sune Malmström                | schwedischer Tennisspieler                                                                                      | 64    |       |
| 17. Dezember | Duri Sialm                    | Schweizer Komponist                                                                                             | 70    |       |
| 17. Dezember | Leo Wolpert                   | deutscher Geistlicher und Schriftsteller                                                                        | 77    |       |
| 18. Dezember | Samuel W. Arnold              | US-amerikanischer Politiker                                                                                     | 82    |       |
| 18. Dezember | David Boder                   | lettisch-US-amerikanischer Psychologe                                                                           | 75    |       |
| 18. Dezember | Olga Capri                    | italienische Schauspielerin                                                                                     | 78    |       |
| 18. Dezember | Max Cars                      | deutscher Vorsitzender einer jüdischen Landesgemeinde                                                           | 67    |       |
| 18. Dezember | Muzaffer Çizer                | türkischer Fußballspieler                                                                                       |       |       |
| 18. Dezember | Friedrich Domin               | deutscher Schauspieler und Theaterregisseur                                                                     | 59    |       |
| 18. Dezember | Leo Reisman                   | US-amerikanischer Violinist und Bigband-Leader                                                                  | 64    |       |
| 18. Dezember | Felix Rütten                  | deutscher römisch-katholischer Priester, Historiker und Lehrer                                                  | 80    |       |
| 18. Dezember | Albert Schädelin              | Schweizer evangelischer Geistlicher und Hochschullehrer                                                         | 82    |       |
| 18. Dezember | Otto Scheibner                | deutscher Reformpädagoge                                                                                        | 84    |       |
| 18. Dezember | Erich Weber                   | deutscher Verleger, Autor und Konditormeister                                                                   | 76    |       |
| 19. Dezember | Georg Feldhahn                | deutsches Todesopfer der Berliner Mauer                                                                         | 20    |       |
| 19. Dezember | Jacques Haller                | belgischer Ruderer                                                                                              | 64    |       |
| 19. Dezember | Clemens Julius Mangner        | deutscher Architekt                                                                                             | 76    |       |
| 19. Dezember | Kalle Kustaa Paasia           | finnischer Turner                                                                                               | 78    |       |
| 19. Dezember | Hermann Schäfer               | deutscher Politiker (SPD), MdA                                                                                  | 61    |       |
| 19. Dezember | Adalbert Wirkhaus             | estnischer Komponist und Dirigent                                                                               | 81    |       |
| 20. Dezember | Luis Abraham Delgadillo       | nicaraguanischer Komponist                                                                                      | 74    |       |
| 20. Dezember | Moss Hart                     | US-amerikanischer Schriftsteller                                                                                | 57    |       |
| 20. Dezember | Johannes Larsen               | dänischer Maler des Naturalismus                                                                                | 93    |       |
| 20. Dezember | Earle Page                    | australischer Politiker und Premierminister                                                                     | 81    |       |
| 20. Dezember | Erich von Perfall             | deutscher Landschaftsmaler und Zeichner                                                                         | 79    |       |
| 20. Dezember | Rafael J. Tello               | mexikanischer Komponist                                                                                         | 89    |       |
| 21. Dezember | Baldo Baldi                   | italienischer Fechter                                                                                           | 73    |       |
| 21. Dezember | Roland Wilbur Brown           | US-amerikanischer Paläobotaniker und Stratigraph                                                                | 68    |       |
| 21. Dezember | Hans Heinrich Franck          | deutscher Chemiker, Technologe und Politiker, MdV                                                               | 73    |       |
| 21. Dezember | Hinrich Wilhelm Kopf          | deutscher Politiker (SPD), MdL, erster Ministerpräsident von Niedersachsen                                      | 68    |       |
| 21. Dezember | Kurt Landauer                 | deutscher Fußballfunktionär                                                                                     | 77    |       |
| 21. Dezember | Adolf von Nassau              | deutscher Verwaltungsjurist und Landrat                                                                         | 72    |       |
| 21. Dezember | Carl Neubronner               | deutscher Politiker (FDP), MdL                                                                                  | 69    |       |
| 21. Dezember | Friedrich Pfeiffer            | deutscher Mathematiker                                                                                          | 78    |       |
| 21. Dezember | Abelardo Bueno do Prado       | brasilianischer Diplomat                                                                                        | 65    |       |
| 21. Dezember | Karel Van Wijnendaele         | belgischer Sportjournalist                                                                                      | 79    |       |
| 22. Dezember | William Hawley Atwell         | US-amerikanischer Jurist                                                                                        | 92    |       |
| 22. Dezember | Elia Dalla Costa              | italienischer Kardinal der römisch-katholischen Kirche                                                          | 89    |       |
| 22. Dezember | Hans Julius Duncker           | deutscher Ornithologe, Genetiker und Rassenhygieniker                                                           | 80    |       |
| 22. Dezember | Dick Elliott                  | US-amerikanischer Schauspieler                                                                                  | 75    |       |
| 22. Dezember | Johanne Fritz-Petersen        | dänische Theater- und Filmschauspielerin                                                                        | 82    |       |
| 22. Dezember | Friedrich Lahusen             | deutscher Kaufmann und Präses der Norddeutschen Missionsgesellschaft                                            | 61    |       |
| 22. Dezember | Gustaf Rosenquist             | schwedischer Turner                                                                                             | 74    |       |
| 23. Dezember | Paul Blechschmidt             | deutscher Politiker (KPD, SED), Generalmajor der Nationalen Volksarmee der DDR                                  | 54    |       |
| 23. Dezember | Vincenzo Galdi                | italienischer Fotograf                                                                                          | 90    |       |
| 23. Dezember | Ludwig Heyde                  | deutscher Sozialwissenschaftler, Soziologe und Nationalökonom                                                   | 73    |       |
| 23. Dezember | Kristian Bernhard Knudsen     | norwegischer Reeder                                                                                             | 84    |       |
| 23. Dezember | Henry Norman Marrett          | englischer Badmintonspieler                                                                                     | 82    |       |
| 23. Dezember | Kurt Meyer                    | deutscher Generalmajor der Waffen-SS                                                                            | 51    |       |
| 23. Dezember | Richard Müller-Mattil         | deutscher Politiker                                                                                             | 88    |       |
| 23. Dezember | Martha Schlameus              | Modelleurin, Kunstgewerblerin und Kunstmalerin                                                                  | 85    |       |
| 23. Dezember | Wolfgang Steinecke            | deutscher Musikwissenschaftler, Musikkritiker und Kulturpolitiker                                               | 51    |       |
| 24. Dezember | Ernst Firnholzer              | deutscher Schauspieler, Zauberkünstler und Autor                                                                | 58    |       |
| 24. Dezember | Charles Hamilton              | britischer Kinderbuchautor                                                                                      | 85    |       |
| 24. Dezember | Robert Hillyer                | US-amerikanischer Lyriker und Hochschullehrer                                                                   | 66    |       |
| 24. Dezember | Wilhelm Klastersky            | österreichischer Jurist                                                                                         | 81    |       |
| 24. Dezember | Luis Nicolau d’Olwer          | spanischer Literaturhistoriker und Politiker                                                                    | 73    |       |
| 24. Dezember | Ernst Philipp                 | deutscher Gynäkologe und Geburtshelfer                                                                          | 68    |       |
| 24. Dezember | Jenő Réti                     | ungarischer Turner                                                                                              | 72    |       |
| 24. Dezember | Hans Ziegler                  | deutsch-österreichischer Schauspieler, Regisseur und Theaterdirektor                                            | 82    |       |
| 25. Dezember | Alexandre Blanchet            | Schweizer Künstler                                                                                              | 79    |       |
| 25. Dezember | Owen Brewster                 | US-amerikanischer Politiker                                                                                     | 73    |       |
| 25. Dezember | Anton Flettner                | deutscher Ingenieur und Wissenschaftler                                                                         | 76    |       |
| 25. Dezember | Theodor Haagaas               | norwegischer Mathematiker, Pädagoge und Gründer und Eigentümer der privaten Gymnasium Haagaas-Schule            | 88    |       |
| 25. Dezember | Karl Hermann                  | deutscher Heimatforscher                                                                                        | 73    |       |
| 25. Dezember | Romuald Hilsenbeck            | deutscher Politiker (KPD) und Widerstandskämpfer                                                                | 64    |       |
| 25. Dezember | Wilhelm Krabbe                | deutscher Germanist, Musikwissenschaftler und Bibliothekar                                                      | 79    |       |
| 25. Dezember | Siegfried Kramarsky           | Bankier, Kunstsammler und Mäzen                                                                                 | 68    |       |
| 25. Dezember | Otto Loewi                    | deutsch-österreichisch-US-amerikanischer Pharmakologe                                                           | 88    |       |
| 25. Dezember | Heinz-Eduard Menche           | deutscher Konteradmiral im Zweiten Weltkrieg                                                                    | 75    |       |
| 25. Dezember | Reinhold Rüdenberg            | deutscher Elektroingenieur und Hochschullehrer                                                                  | 78    |       |
| 25. Dezember | Abdoulaye Sadji               | senegalesischer Dichter                                                                                         | 51    |       |
| 25. Dezember | Emil Schneider                | österreichischer Politiker, Abgeordneter zum Nationalrat, Unterrichtsminister, Mitglied des Bundesrates         | 78    |       |
| 25. Dezember | Ulrich Steiner                | deutscher Gutsbesitzer und Politiker (CDU)                                                                      | 53    |       |
| 25. Dezember | Eduard Josef Wimmer-Wisgrill  | österreichischer Innenarchitekt und Maler                                                                       | 79    |       |
| 25. Dezember | Yanaihara Tadao               | japanischer Wirtschaftswissenschaftler                                                                          | 68    |       |
| 26. Dezember | Otto Baumberger               | Schweizer Graphiker und Bühnenbildner                                                                           | 72    |       |
| 26. Dezember | Hans Goudefroy                | deutscher Jurist und Vorstandsvorsitzender der Allianz Versicherungs-AG                                         | 61    |       |
| 26. Dezember | Hildegard Grethe              | deutsche Schauspielerin                                                                                         |       |       |
| 26. Dezember | Ike Hatch                     | US-amerikanischer Jazz- und Vaudeville-Musiker                                                                  |       |       |
| 26. Dezember | Don Hendrix                   | US-amerikanischer Optiker                                                                                       | 56    |       |
| 26. Dezember | Karl-Friedrich von der Meden  | deutscher Generalleutnant der Wehrmacht während des Zweiten Weltkriegs                                          | 65    |       |
| 26. Dezember | Matthias Rosemann             | deutscher Geistlicher                                                                                           | 95    |       |
| 26. Dezember | Johannes Scheiber             | deutscher Chemiker und Hochschullehrer an der Universität Leipzig                                               | 82    |       |
| 26. Dezember | Henry Tschudy                 | Schweizer Verleger                                                                                              | 79    |       |
| 27. Dezember | Isaac Baker                   | englischer Fußballschiedsrichter                                                                                | 86    |       |
| 27. Dezember | Edmund Christoph              | österreichischer Politiker (NSDAP), MdR                                                                         | 60    |       |
| 27. Dezember | Henry Deloge                  | französischer Leichtathlet                                                                                      | 87    |       |
| 27. Dezember | Hermann Foertsch              | deutscher Offizier, zuletzt General der Infanterie im Zweiten Weltkrieg und Angeklagter im Prozess Generäle ... | 66    |       |
| 27. Dezember | Willem van Rekum              | niederländischer Tauzieher                                                                                      | 69    |       |
| 28. Dezember | Rudolf Pechel                 | deutscher Journalist und Widerstandskämpfer                                                                     | 79    |       |
| 28. Dezember | Franz Pfannl                  | österreichischer Uhrmachermeister und Fabrikant                                                                 | 95    |       |
| 28. Dezember | Giovanni Ponti                | italienischer Mathematiker, Hochschullehrer, Widerstandskämpfer, Bürgermeister von Venedig                      | 65    |       |
| 28. Dezember | Edith Wilson                  | US-amerikanische First Lady                                                                                     | 89    |       |
| 29. Dezember | Franz Otto Müller             | deutscher Politiker (DDP, CDU); MdA                                                                             | 78    |       |
| 29. Dezember | Franz Unterforsthuber         | deutscher Kaufhausbesitzer                                                                                      | 85    |       |
| 29. Dezember | Charlotte Weiss               | Schweizer Malerin                                                                                               | 91    |       |
| 30. Dezember | Bruno Eyermann                | deutscher Bildhauer, Medailleur                                                                                 | 73    |       |
| 30. Dezember | Anton Huber                   | deutscher Radrennfahrer                                                                                         | 91    |       |
| 30. Dezember | André Langie                  | Schweizer Bibliothekar und Kryptologe                                                                           | 90    |       |
| 30. Dezember | Lawrence McCormick            | Eishockeyspieler                                                                                                | 71    |       |
| 30. Dezember | Boris Ord                     | britischer Organist                                                                                             | 64    |       |
| 30. Dezember | Paul Richter                  | österreichischer Schauspieler                                                                                   | 66    |       |
| 31. Dezember | Jerry Blake                   | US-amerikanischer Klarinettist und Altsaxophonist des Swingjazz                                                 | 53    |       |
| 31. Dezember | Werner Gruehn                 | deutscher Theologe und Religionspsychologe                                                                      | 74    |       |
| 31. Dezember | Ahmet Tevfik İleri            | türkischer Bauingenieur, Beamter und Politiker                                                                  |       |       |
| 31. Dezember | Ferdinand Lessing             | deutsch-US-amerikanischer Sinologe, Mongolist und Kenner des Lamaismus                                          | 79    |       |
| 31. Dezember | Karl Michaëlsson              | schwedischer Romanist                                                                                           | 71    |       |
| 31. Dezember | Otto Schönthal                | österreichischer Architekt                                                                                      | 83    |       |
| Dezember     | Else Bostelmann               | deutsch-US-amerikanische Autorin und Malerin                                                                    |       |       |
| Dezember     | Leonhard Förtsch              | deutscher Kommunalpolitiker (SPD)                                                                               |       |       |
| Dezember     | Gabriele Lagus-Möschl         | österreichisch-amerikanische Malerin, Grafikerin und Kunstgewerblerin                                           | 74    |       |